# Francisco Umbral
Francisco Umbral, vlastním jménem Francisco Pérez Martínez, (11. května 1932, Madrid – 28. srpna 2007 tamtéž) byl španělský sloupkař a spisovatel.

## Životopis
Svou novinářskou kariéru začal ve Valladolidu, v El Norte de Castilla. V období 1960 až 1988 pracoval hlavně pro Vida mundial, Gaceta illustrada a El País; od 1989 psal pro deník El Mundo. Byl velmi plodným spisovatelem, vydal více než sto knih různých žánrů.
V roce 1996 obdržel cenu prince Asturského a v roce 2000 Cervantesovu cenu.

## Dílo (výběr)
- Capital del dolor, Planeta, Barcelona, 1996, ISBN 84-08-01788-8
- Crimenes y Balades. Antologia, Ed. Olcades, Cuenca 1981
- La forja de un ladrón, Planeta, Barcelona 1997, ISBN 84-08-02214-8
- El Giocondo, Planeta, Barcelona 1985, ISBN 84-320-8276-7
- Larra. Anatomia de un dandy, Visor Libros, Madrid 1999, ISBN 84-7522-803-8
- Memorias borbónicas, Planeta, Barcelona 1993, ISBN 84-08-00132-9
- Los metales nocturnos, Planeta, Barcelona 2003, ISBN 84-08-04949-6
- Mortal y rosa, Ed. Cátedra, Madrid 2001, ISBN 84-376-1329-9
- La ninfas, Ed. Destino, Barcelona 1976, ISBN 84-233-0939-8
- Las señoritas de Aviñón, Planeta, Barcelona 1995, ISBN 84-08-01270-3
- Trilogia de Madrid, Planeta, Barcelona 1999, ISBN 84-08-03067-1